# Біглер (Пенсільванія)
Біглер (англ. Bigler) — переписна місцевість (CDP) в США, в окрузі Клірфілд штату Пенсільванія. Населення — 356 осіб (2020).

## Географія
Біглер розташований за координатами 40°59′15″ пн. ш. 78°18′34″ зх. д. / 40.98750° пн. ш. 78.30944° зх. д. (40.987489, -78.309334).  За даними Бюро перепису населення США в 2010 році переписна місцевість мала площу 3,15 км², з яких 3,13 км² — суходіл та 0,02 км² — водойми.

## Демографія
Згідно з переписом 2010 року, у переписній місцевості мешкало 398 осіб у 161 домогосподарстві у складі 116 родин. Густота населення становила 126 осіб/км².  Було 175 помешкань (55/км²).
Расовий склад населення:
| - 98,5 % — білих - 0,8 % — вихідців з тихоокеанських островів |

До двох чи більше рас належало 0,8 %. Частка іспаномовних становила 0,8 % від усіх жителів.
За віковим діапазоном населення розподілялося таким чином: 21,6 % — особи молодші 18 років, 64,8 % — особи у віці 18—64 років, 13,6 % — особи у віці 65 років та старші. Медіана віку мешканця становила 44,4 року. На 100 осіб жіночої статі у переписній місцевості припадало 104,1 чоловіків;  на 100 жінок у віці від 18 років та старших — 103,9 чоловіків також старших 18 років.
Середній дохід на одне домашнє господарство  становив 48 546 доларів США (медіана — 48 063), а середній дохід на одну сім'ю — 41 892 долари (медіана — 44 286). За межею бідності перебувало 30,4 % осіб, у тому числі 48,7 % дітей у віці до 18 років та 0,0 % осіб у віці 65 років та старших.
Цивільне працевлаштоване населення становило 241 особа. Основні галузі зайнятості: роздрібна торгівля — 29,5 %, освіта, охорона здоров'я та соціальна допомога — 22,0 %, виробництво — 20,3 %.